# Grande Sonate (Tchaïkovski)

La Grande Sonate en sol majeur (en russe : Большая соната), op. 37, est une sonate pour piano de Piotr Ilitch Tchaïkovski composée en 1878.

## Structure
1. Moderato e risoluto (sol majeur)
2. Andante non troppo quasi Moderato (mi mineur)
3. Scherzo. Allegro giocoso (sol majeur)
4. Finale. Allegro vivace (sol majeur)